# Dicaelotus rufiventris
Dicaelotus rufiventris är en stekelart som beskrevs av Berthoumieu 1899. Dicaelotus rufiventris ingår i släktet Dicaelotus och familjen brokparasitsteklar. Inga underarter finns listade i Catalogue of Life.